# Bak sör

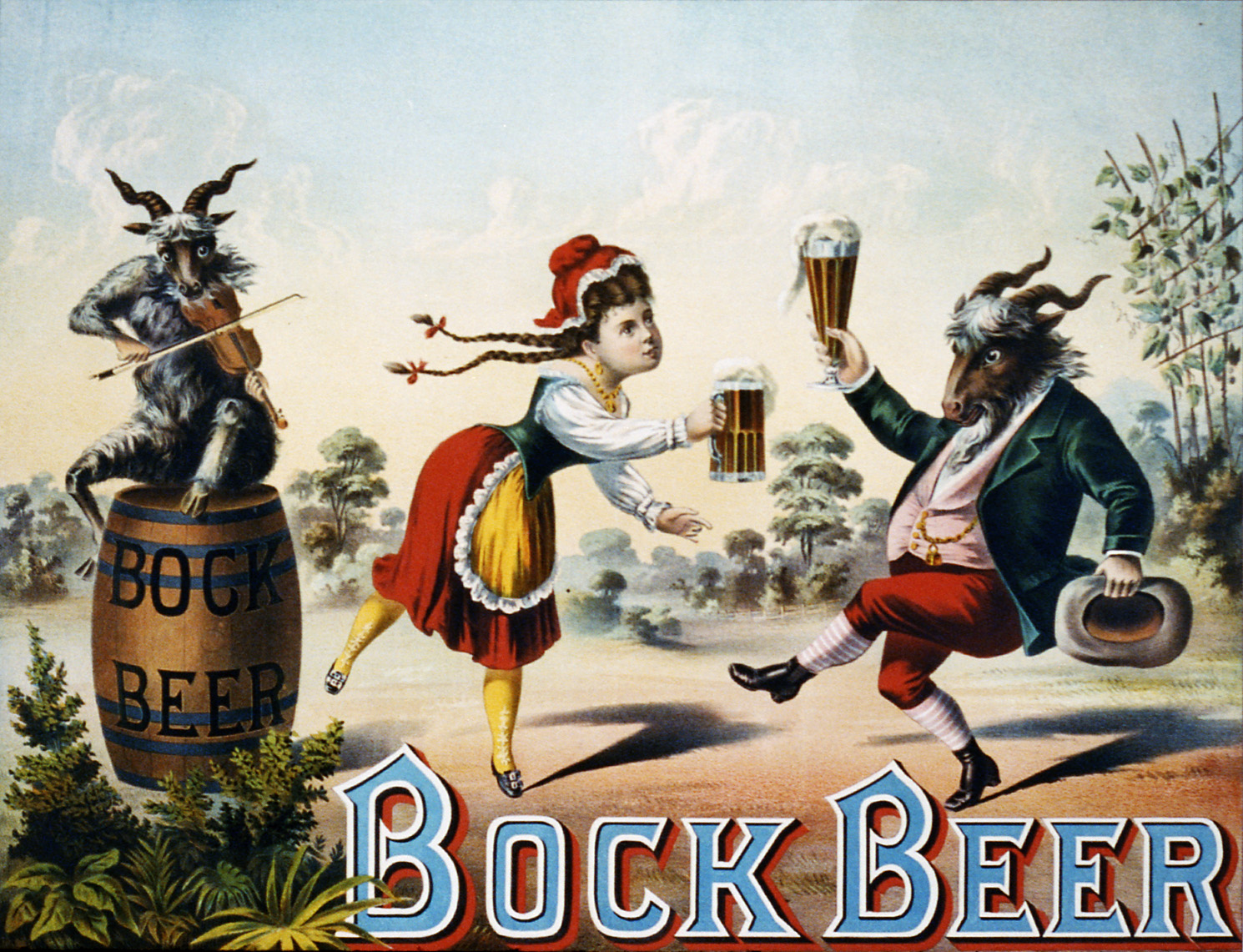

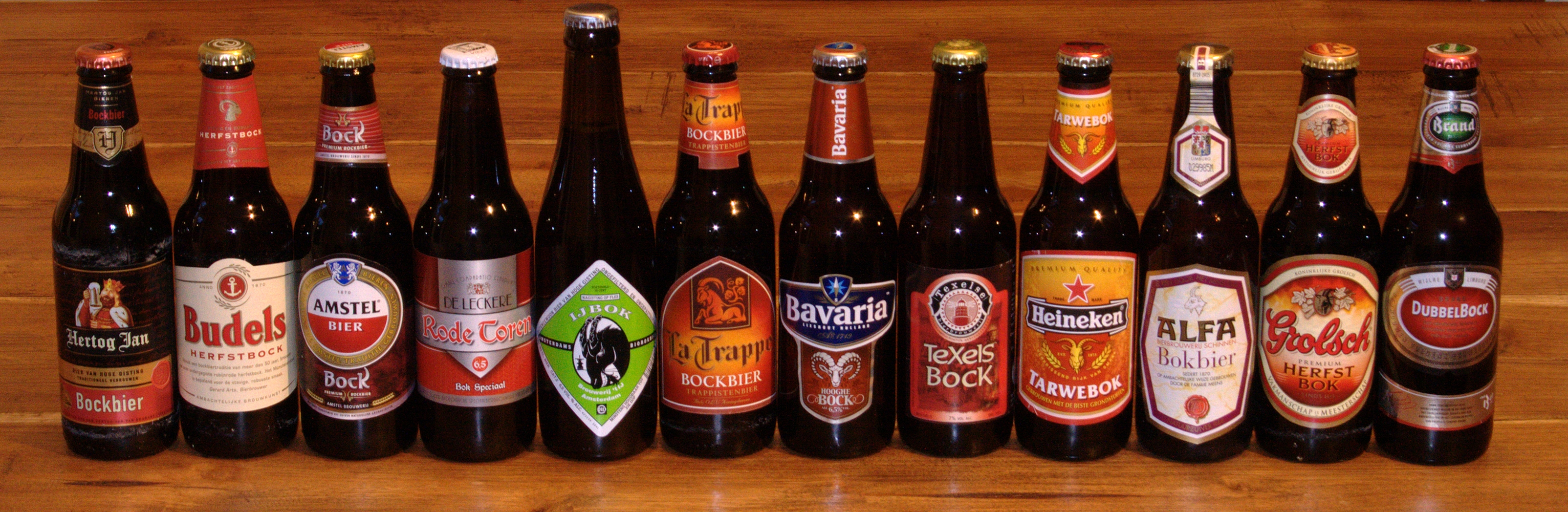
Holland bock sörök

A bak sör (bock sör) Németországból származik, Alsó erjesztésű, erős (viszonylag nagy alkoholtartalmú) sör.

## Főzésük, alapanyagaik
Hagyományosan ősszel, a tenyészidőszak végén főzik, amikor az árpa és a komló is beérett. Egész télen át érlelik, majd tavasszal, az új sörfőző időszak kezdetét ünnepelve kezdik inni. Hagyományosan célzottan, valamely ünnepre főzték.
A bak sörök lehetnek világosak (helles) vagy barnák (dunkel).
A bakok rengeteg malátával készülnek. Léteznek úgynevezett dupla (Doppel-bock), különösen erős bakok is.

## Legendák
A közszájon forgó történet szerint egy kulmbachi sörfőzdében a már 14 órája dolgozó inas túl fáradt volt ahhoz, hogy levigye a sörrel teli hordókat az udvarból a pincébe. Az udvaron hagyott hordóban reggelre befagyott a sör, és a hordók szétrepedtek. A maradék „sörkoncentrátum” a jégtömbök közepén gyűlt össze. A dühöngő mester megparancsolta inasának, hogy vágjon fel egy jégtömböt, és igya meg azt a „barna löttyöt”. Az inas megitta, és ízlett neki — ráadásul alaposan be is rúgott, mert az alkohol nem fagyott ki, tehát mind a folyadékban maradt. A „jeges bak” ezután gyorsan divatba jött, és mintegy évszázadon át ezzel a módszerrel készítették. Ekkor dobta piacra a Labatt cég „jégsörnek” (Ice Beer) elnevezett termékét, amelynek lényege a sör szabályozott hűtése és kezelése volt. A fiatal sör ugyanis lehűtve zavarossá válik, a Labatt pedig megtalálta azt a hőmérsékletet, amelyen söre maradandóan és egyenletesen lesz zavaros. Ekkor kiszűrték belőle a lebegő részecskéket, és ezzel az eljárással jól kiegyensúlyozott, tükrösen fényes sört kaptak.
Szkeptikus vélemények szerint a legendának semmi alapja, és a fagyasztást tudatosan vezették be a sörkoncentrátum előállítására azért, mert a korábban e célra használt módszerek nem kívánatos melléktermékekkel és mellékízekkel jártak.

## Tévhitek
Egy régi legenda szerint a bock söröket a hordók tavaszi tisztításakor a hordó alján lévő üledékből főzték. Ez testes ízük és nagyobb alkoholtartalmuk miatt tűnt észszerűnek, de gyakorlatilag lehetetlen, két okból is. Egyrészt, mert a hátramaradt üledék nem erjeszthető (éppen ezért maradt meg). Másrészt az üledék újrahasznosítása súlyos bakteriális szennyeződéshez vezethet, és így a sörtől merőben különböző termék keletkezik.
A világ legerősebb söreinek egyike a (kulmbachi) jeges bak (Eisbock).